# 邦戈维尔
邦戈维尔（法語：Bongoville），是加蓬东南部一小城，属上奥果韦省管辖，位于首府弗朗斯维尔以东，原名Lewai，因为加蓬前总统哈吉·奥马尔·邦戈出生于此而改名为邦戈维尔。